# كيفن كارول
كيفن كارول (بالإنجليزية: Kevin Carroll)‏ هو لاعب كرة قدم أمريكية أمريكي، ولد في 17 يونيو 1969.

## وصلات خارجية
- كيفن كارول على موقع JustSportsStats.com (الإنجليزية)